# Vaqueros de Cosamaloapan
Los Vaqueros de Cosamaloapan fue un equipo de béisbol que participó en la Liga Invernal Veracruzana con sede en Cosamaloapan, Veracruz, México.

## Historia
Los Vaqueros de Cosamaloapan debutarán en la LIV para la Temporada 2011-2012.

### Inicios
Los Vaqueros de Cosamaloapan debutarán en la LIV, y llenarán el espacio que dejaron los Broncos de Cosamaloapan. 

### Actualidad
Forman parte de la Zona Sur en la actual temporada de la LIV.

## Jugadores

### Roster actual
"Temporada 2011-2012"
| Lanzadores: - jose Santos Córdova - 2 Ismael Castillo - 3 Salvador Palacios - 4 Salvador Rodríguez - 5 Tony Córdoba - 6 David Hernández - 7 Joaquín Palacios - 8 Noel Uscanga - 9 Jairo Palacios - 10 Luis López Receptores: - 1 Jorge Luis Alcudia |  | Jugadores de Cuadro: - 11 Vladimir Hernández - 12 Ceras Palacios - 13 Joshimar Rosales - 14 Hernán Cruz - 15 Irineo Castro Jardineros: - 16 Tomás Romero - 17 Gabriel Zamudio - 18 Cristian Chávez - 19 Román González - 20 Warlun García Cuerpo Técnico: - Mánager: Cecilio Ruiz Ferrer - Coach: Eduardo Cecilio Ruiz - Coach: José Antonio Arano |